# Tricimba parasetulosa
Tricimba parasetulosa är en tvåvingeart som beskrevs av Dely-draskovits 1983. Tricimba parasetulosa ingår i släktet Tricimba och familjen fritflugor.
Artens utbredningsområde är Afghanistan. Inga underarter finns listade i Catalogue of Life.